# Giro d'Italia de 1951
Giro d'Italia de 1951 foi a trigésima quarta edição da prova ciclística Giro d'Italia (Corsa Rosa), realizada entre os dias 19 de maio e 1º de junho de 1951.
A competição foi realizada em 20 etapas com um total de 4.153 km.
O vencedor foi o ciclista italiano Fiorenzo Magni. Largaram 98 competidores, cruzaram a linha de chegada 75 corredores.